# (3153) Lincoln
(3153) Lincoln (1984 SH3; 1969 TF5; 1975 GD; 1979 GQ; 1979 KJ1; 1982 BY5) ist ein ungefähr fünf Kilometer großer Asteroid des inneren Hauptgürtels, der am 28. September 1984 vom US-amerikanischen Astronomen Brian A. Skiff am Lowell-Observatorium, Anderson Mesa Station (Anderson Mesa) in der Nähe von Flagstaff, Arizona (IAU-Code 688) entdeckt wurde.

## Benennung
(3153) Lincoln wurde nach Abraham Lincoln (1809–1865), dem 16. Präsident der Vereinigten Staaten (1861 bis 1865). Mit ihm als Befehlshaber gewannen die Vereinigten Staaten den Sezessionskrieg, Lincoln wurde jedoch kurz darauf am 14. April 1865 ermordet.